# Matsubara
Matsubara (松原市, Matsubara-shi) és una ciutat i municipi de la prefectura d'Osaka, al Japó. Matsubara actua de capital de facto i municipi més poblat de la regió de Minamikawachi.

## Geografia
Administrativament Matsubara es troba a la prefectura d'Osaka i a la regió administrativa no oficial de Minamikawachi. Matsubara limita amb els municipis d'Osaka i Yao al nord. Al sud limita amb la ciutat de Sakai i a l'est amb els municipis de Fujiidera i Habikino.
Geogràficament, el municipi de Matsubara es troba al centre exacte de la prefectura d'Osaka, encaixat en un cantó entre les grans ciutats de Sakai i Osaka, cosa que ha fet que Matsubara siga més que res una ciutat dormitori.

## Història
Es creu que, al segle v, l'emperador Hanzei va establir a aquesta zona el seu palau. L'actual àrea del municipi de Matsubara formava fins al 1871 part de la província de Kawachi i encara avui Matsubara forma part de la regió administrativa prefectural de "Minamikakawachi" o Kawachi sud. Duarnt el període Tokugawa el territori va formar part també del domini de Tannan, tenint la seua capital on ara es troba Matsubara.

### Cronologia
- 1889: L'1 d'abril els pobles de Matsubara, Amami, Nunose, Miyake i Ega passen a formar part del districte de Tanboku.
- 1896: L'1 d'abril es crea el districte de Nakakawachi resultat de la fusió d'altres anteriors, com el de Tanboku. Els municipis d'aquest, passen a formar part del districte de Nakakawachi.
- 1942: Matsubara assoleix l'estatus de vila, romanent encara al districte de Nakakawachi.
- 1947: Amami assoleix l'estatus de vila, romanent encara al districte de Nakakawachi.
- 1955: Les viles d'Amami, Matsubara i els pobles de Nunose, Miyake i Ega es fusionen per a crear la ciutat de Matsubara, la ciutat número 21 a la prefectura.

## Govern

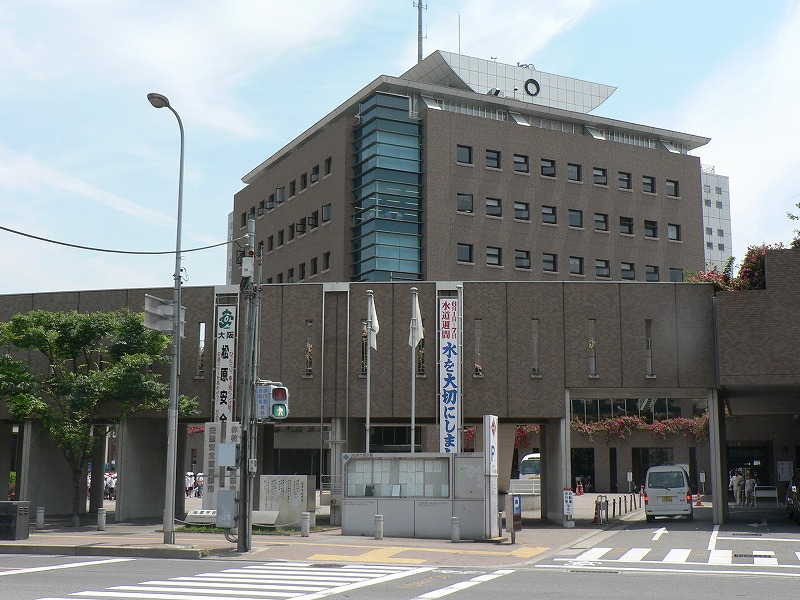
Edifici de l'ajuntament de Matsubara

### Assemblea municipal
La composició (2019) del ple municipal de Matsubara és la següent:
| Partit | Partit                               | Partit | Regidors |
| ------ | ------------------------------------ | ------ | -------- |
|        | Kōmeitō                              | KMT    | 4 / 18   |
|        | Partit Liberal Democràtic            | PLD    | 4 / 18   |
|        | Partit Comunista del Japó            | PCJ    | 4 / 18   |
|        | Associació de la Restauració d'Osaka | ARO    | 2 / 18   |
|        | Matsubara Mirai                      | MM     | 2 / 18   |
|        | Independents                         |        | 1 / 18   |
|        | Escons vacants                       |        | 0 / 18   |

### Alcaldes
En aquesta taula només es reflecteixen els alcaldes democràtics, és a dir, des de l'any 1947.
| Període   | Alcalde              | Partit |
| --------- | -------------------- | ------ |
| 1955-1959 | Shunichirō Yasuda    | Ind    |
| 1959-1963 | Shinzō Morii         | Ind.   |
| 1963-1967 | Shunichirō Yasuda    | Ind.   |
| 1967-1974 | Masahiko Hasegawa    | Ind.   |
| 1974-2001 | Tadaaki Tshuchihashi | Ind.   |
| 2001-2009 | Takanori Nakano      | Ind.   |
| 2009-     | Hirofumi Sawai       | Ind.   |

## Transport

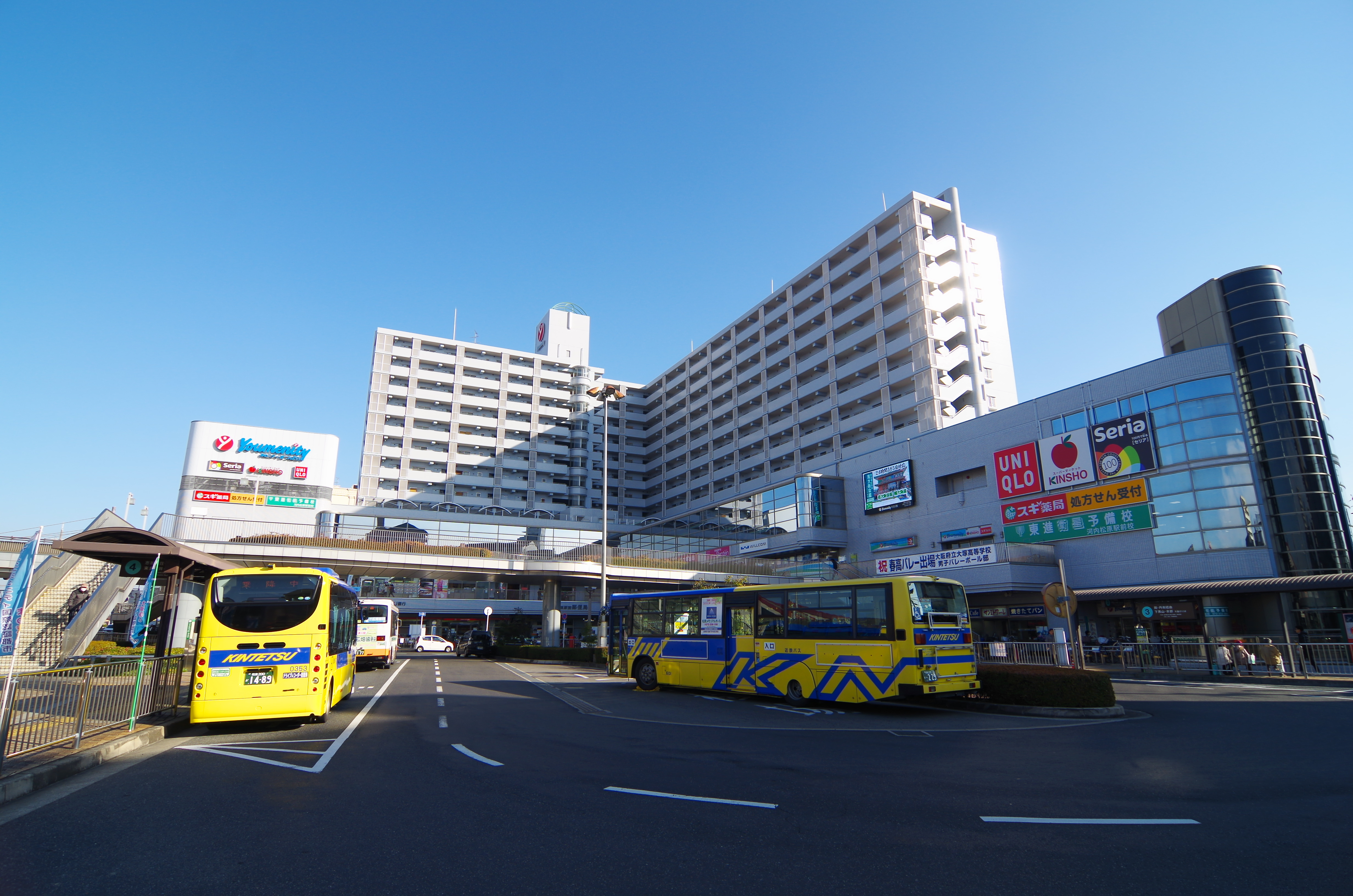
Estació de Kawachi-Matsubara

### Ferrocarril
- Ferrocarril Kinki Nippon (Kintetsu)
  - Estació de Kawachi-Amami
  - Estació de Nunose
  - Estació de Takaminosato
  - Estació de Kawachi-Matsubara

## Agermanaments
- Tsukigase (Nara), prefectura de Nara, Japó (1985)
- Wenshan (Taipei), República de la Xina (2014)